# Rhaphotittha crassicornis
Rhaphotittha crassicornis är en insektsart som först beskrevs av Boris Petrovich Uvarov 1929.  Rhaphotittha crassicornis ingår i släktet Rhaphotittha och familjen gräshoppor. Inga underarter finns listade i Catalogue of Life.